# Гаврилова, Ия Викторовна
И́я Ви́кторовна Гаври́лова (родилась 3 сентября 1987 года в Красноярске) — российская хоккеистка, нападающая женской сборной России и подмосковного «Торнадо». Выступает за сборную с 2003 года. Участница трёх Олимпиад и восьми чемпионатов мира.
Чемпионка зимней Универсиады-2015.

## Достижения
- Бронзовый призёр чемпионата мира (2013).
- Чемпионка России (2003—2005, 2007, 2009).
- Серебряный призёр чемпионатов России (2006, 2010).
- Бронзовый призёр чемпионатов России (1999—2002).